# 1675 w literaturze
Wydarzenia literackie w 1675 roku.

## Nowe książki
- polskie

## Zmarli
- Emanuele Tesauro, włoski poeta